# Апаресида ди Гояния
Апаресида ди Гояния е град-община в щата Гояс, Централна Бразилия. Населението му е 475 303 жители (2007 г.) и има площ от 290,1 km2. Прирастът на населението е 5,06% в периода 2000 – 2007 г., а населението му през 1980 г. е било 42 000 жители.
Получава статут на град през 1963 г. Намира се на 808 m н.в. Пощенският му код е 76310-000. Разполага с 8 болници със 782 легла. През декември 2007 г. е имал 224 835 гласоподаватели.